# Cá tầm Ba Tư
Cá tầm Ba Tư (danh pháp hai phần: Acipenser persicus) là một loài cá tầm. Cá tầm Ba Tư có một cơ thể thon dài, cồng kềnh với màu hơi xanh biển. Đây là loại cá tầm là đặc hữu của vùng biển Caspi và Biển Đen, nhưng chủ yếu cư trú ở vùng phía nam biển Caspi. Các quần thể cá này cũng có thể hiện diện trong các nhánh sông vào biển Caspi. Cá tầm này là loài cá thương mại quan trọng có giá trị để lấy thịt nhưng chủ yếu là cho trứng của chúng. Trước đây mặt ở khắp nơi trong khu vực, đánh bắt cá của cá tầm cho trứng cá nặng đã khiến nó rơi vào tình trạng loài cực kỳ nguy cấp.<ref name ="IUCN">Gesner, J.; Freyhof, J.; Kottelat, M. (2010). "Acipenser persicus". Sách đỏ IUCN về các loài bị đe dọa. Quyển 2010. tr. e.T235A13043839. doi:10.2305/IUCN.UK.2010-1.RLTS.T235A13043839.en. Truy cập ngày 20 tháng 12 năm 2021.</refrer>.